# 159 до н. е.

## Події
- Міріан I став 3-м царем Грузії.

## Померли
- Саурмаг I — цар Грузії у 234—159 роках до н. е.